# Bak
Bak là một thị trấn thuộc hạt Zala, Hungary. Thị trấn này có diện tích 23,05 km², dân số năm 2010 là 1692 người, mật độ 73 người/km².